# Джонатан Леві
Джоанатан Альберто Леві (швед. Jonathan Alberto Levi нар. 23 січня 1996, Глумслев, Швеція) — шведський футболіст, півзахисник угорського клубу «Ференцварош».

## Ігрова кар'єра

### Клубна
Джоанатан Леві є вихованцем клубу «Ескільсиінне ІФ», з яким він дебютував на дорослому рівні у 2015 році у Третьому дивізіоні чемпіонату Швеції. Наступний сезон вже як гравець основи футболіст провів у клубі «Ландскруна».
У листопаді 2016 року Леві перейшов до клубу «Естерс» і 2 квітня 2017 року дебютував у турнірі Супереттан. Своєю грою в команді Леві зацікавив ряд шведських клубів з вищого дивізіону.
Але влітку 2017 року футболіст опинився у складі діючого чемпіона Норвегії «Русенборг», з яким підписав контракт на чотири з половиною роки. У складі «Русенборга» Леві виграв всі національні трофеї Норвегії та зіграв у єврокубках. На сезон 2019 року Леві повернувся до Швеції, де продовжив свою кар'єру, граючи на правах оренди у клубі «Ельфсборг». Після завершення терміну оренди з «Ельфсборгом», Леві підписав повноцінний контракт з іншим клубом Аллсвенскан — з «Норрчепінгом».
У січні 2023 року футболіст перейшов до угорського клубу «Академія Пушкаша», підписавши з клубом контракт на два з половиною роки.
17 червня 2025 року перейшов у «Ференцварош».

### Збірна
У 2018 році футболіст провів шість матчів у складі молодіжної збірної Швеції.
11 січня 2019 року у товариському матчі проти команди Ісландії Джонатан Леві дебютував у національній збірній Швеції.

## Титули
Русенборг
 Чемпіон Норвегії (2): 2017, 2018
 Переможець Кубка Норвегії: 2018
 Переможець Суперкубка Норвегії: 2018

## Особисте життя
Джонатан Леві має італійське коріння по лінії батька.